# Telodonts
Els telodonts (Thelodonti) són una classe extinta de peixos àgnats que van viure de l'Ordovicià Mitjà al Devonià Superior.
Existeix un debat obert sobre si els telodonts són un grup monofilètic o una agrupació de llinatges basals, tant àgnats com gnatostomats.

## Característiques
Els telodonts eren peixos petits sense mandíbula que tenien escata de peix telodontes, que es dispersaven fàcilment després de la mort de l'animal i són fòssils comuns. La morfologia dels telodonts era molt similar a la dels heterostracis i dels anàspids, amb els quals probablement estaven estretament emparentats, i dels quals es distingien per les escates dels telodonts.
Els telodonts vivien tant al mar com en aigües dolces.